# موهبة

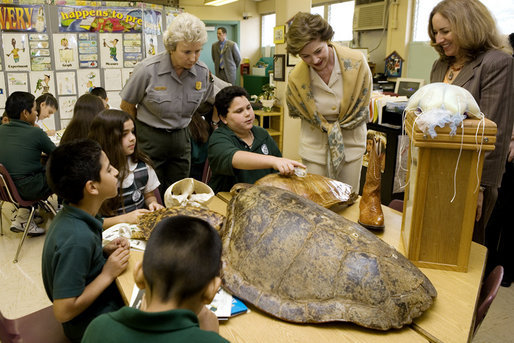

من الناحية اللغوية تتفق المعاجم العربية والإنجليزية على أن الموهبة تعتبر قدرة أو استعداداً فطرياً لدى الفرد، أما من الناحية التربوية والاصطلاحية فهناك صعوبة في تحديد وتعريف بعض المصطلحات المتعلقة بمفهوم الموهبة، وتبدو كثيرة التشعب ويسودها الخلط، وعدم الوضوح في استخدامها، ويعود ذلك إلى تعدد مكونات الموهبة. وعادة ما يتم الخلط بين مفاهيم الموهبة والهواية، وهو خلط شائع في ميادين التربية والإعلام. وهناك خلط آخر بين الموهبة والمهارة، حيث تطلق صفة موهوب بمعنى ماهر وحاذق.

## تطور مفهوم الموهبة
العبقرية: قوة فكرية من نمط رفيع كالتي تعزى إلى من يعتبرون أعظم المشتغلين في أي فرع من فروع الفن، أو التأمل أو التطبيق، فهي طاقة فطرية، وغير عادية، وذات علاقة بالإبداع التخيلي ويكون عادةً رباني، وتختلف عن الموهبة.
واستخدم تيرمان وهولنجورث اصطلاح العبقرية للدلالة على الأطفال الذين يملكون ذكاءً مرتفعاً، حيث اعتبر تيرمان كل تلميذ من أفراد العينة التي قام على دراستها ومتابعتها حوالي 35 عاماً، حصل على + 140 نقطة ذكاء في اختبار ستانفرد بينيه في عداد العباقرة.
الموهبة: سمات معقدة تؤهل الفرد للإنجاز المرتفع في بعض المهارات والوظائف، والموهوب هو الفرد الذي يملك استعداداً فطرياً وتصقله البيئة الملائمة، لذا تظهر الموهبة في الغالب في مجال محدد مثل الموسيقى أو الشعر أو الرسم أو حتى البديهة السريعة... وغيرها.
الإبداع: إنتاج الجديد النادر المختلف المفيد فكراً أو عملاً، وهو بذلك يعتمد على الإنجاز الملموس.
الذكاء: هو القدرة الكلية العامة على القيام بفعل مقصود، والتفكير بشكل عقلاني، والتفاعل مع البيئة بكفاية. فالذكاء قدرات الفرد في عدة مجالات، كالقدرات العالية في المفردات والأرقام، والمفاهيم وحل المشكلات، والقدرة على الإفادة من الخبرات، وتعلم المعلومات الجديدة.
التميز: الموهوبون أو المتميزون كما يعرفهم مكتب التربية الأمريكي: هم الذين يتم الكشف عنهم من قبل أشخاص مهنيين ومتخصصين، وهم الذين تكون لديهم قدرات واضحة ومقدرة على الإنجاز المرتفع.
وتعبر الموهبة ملكة عند الإنسان فعليه أن يستغلها وأن يحسن إستغلالها فهي أشبه ماتكون بالطاقة الكامنة عنده فإذا اكتشفها استفاد منها وطورها.
يشير إلى التحصيل العالي، والإنجاز المدرسي المرتفع. فالتحصيل الجيد قد يعد مؤشرا على الذكاء، ويعرف المتفوق تحصيليا بأنه الطالب الذي يرتفع في إنجازه، أو تحصيله الدراسي بمقدار ملحوظ فوق الأكثرية، أو المتوسطين من أقرانه.

## الذكاء العام
سلك هذا المنحنى عدد كبير من الباحثين (سيمشن 1941، هوبسن 1948، برسي 1949، هيلدرت 1952، بريدجز 1969، فرنون 1977، فريمان 1978)، ولكن هناك نقاشاً واسعاً دار حول معامل الذكاء الذي يمكن اختياره لتحديد المتفوق عقلياً عن غيره. فقد رأينا كيف أن تيرمان قد حدد + 140 نقطة ذكاء بالنسبة لتلاميذ المدارس الابتدائية على اختبار ستانفرد بينيه و+ 135 نقطة بالنسبة لتلاميذ المدارس الإعدادية، عندما اختار العينة لدراسته الطويلة الشهيرة. واختارت هولنجورث (1926) + 130 نقطة ذكاء كحد أدنى للتفوق العقلي في اختيار العينة للدراسة التي قامت بها، ويؤكد بالدوين أن معامل الذكاء ينبغى أن لا يقل عن 130 نقطة على اختيار ستانفرد بينيه. فهو يرى أن هذا فيه بعض المبالغة واقترح الاكتفاء بذكاء قدره + 120 نقطة كحد أدنى لتحديد التفقلي، وصنف المتفوقين في ثلاثة مستويات.
ويشير ويلكز هولي (1979) إلى أن هناك درجة من الاتفاق على أن تكون + 140 ذكاء محكاً مناسباً للتعرف على المتفوق عقلياً مع استخدام اختبار ذكاء فردي بانحراف معياري (15) وهذا يشير إلى أن حوالي (0.38) فقط من المجتمع في عداد المتفوقين. وهذا ما استخدمه تيرمان (1921).
ويمكن أن نشير إلى أن هناك شبه اتفاق على أن +130 نقطة ذكاء على اختبار فردي لفظي بانحراف معياري (15) هي الحد المناسب لتحديد المتفوق عقلياً في ضوء محك الذكاء بالنسبة لمن يعتبر أن اختبار الذكاء محكاً مناسباً.
ويعلق ويكلي وهولي (1979) بأنه ينبغي أن نتوقع أن الاختبار المصمم لقياس عدة أشياء في وقت واحد لا يمكن الوثوق به تماماً لأن إعادة الاختبار قد تعطينا نتائج مغايرة لذلك فإن البديل عن ذلك هو أن نستخدم عدة اختبارات ذكاء فإن اتفقت في نتائجها فإن ذلك يعطي مؤشراً على سلامة التقدير.لهذا، فإن من المفضل أن يستفيد المشتغلون في الكشف عن المتفوقين عقلياً من هذه الملاحظة وأن يستخدموا أكثر من اختبار للذكاء عند التعرف على المتفوقين.
وقد أشار لوسيتو (1963) إلى أن اختبارات الذكاء الجمعية واختبارات التحصيل من الوسائل الأساسية التي يوصي باستخدامها معظم العاملين في مجال التفوق. وذلك من أجل التعرف الأولي على المتفوقين عقلياً. وعند تطبيق اختبارات الذكاء على هؤلاء تبين أننا نقيس الإمكانات العقلية كالذاكرة والتعرف والتفكير المحدد. وهذه الاختبارات تفيد في تحديد التلاميذ الذين لا يسجلون درجات مرتفعة في اختبارات التحصيل المقننة، ولكن لديهم القدرة الكامنة على ذلك، هذا من جهة، ومن جهة أخرى فإن اختبارات التحصيل أحياناً تكشف النقاب عن التلاميذ الذين لا يظهرون تفوقاً في اختبارات الذكاء الجمعية.
ولكنه من الممكن أن يقوم المعلم في المدرسة من خلال اختبارات الذكاء الجمعية، واختبارات التحصيل المقننة في التعرف على المتفوقين بصورة مبدئية ثم يقوم الأخصائي في القياس النفسي أو الأخصائي النفسي المدرب بإجراء اختبارات أخرى لانتقاء المتفوقين منهم عقلياً كاختبارات الذكاء الفردية أو استخدام قوائم الملاحظة، أو التعرف على بعض السمات الانفعالية أو الدافعية التي يتميز بها المتفوق عقلياً.

## تحديد التفوق في ضوء التفكير الابتكاري
فلقد أثبت جيتزلس وجاكسون أنه عندما أخذا مجموعتين من التلاميذ في المدارس الثانوية إحداهما تمثل ذوي الذكاء المرتفع والأخرى تمثل ذوي القدرة المرتفعة على التفكير الابتكاري ودرسا الأداء التحصيلي لكل من المجموعتين تبين أن هذا الأداء كان متماثلاً مما دعاهما للزعم أن الذكاء والتفكير الابتكاري نمطان مختلفان من التفكير لأن اختبارات التفكير الابتكاري التي قاما بتصميمها كانت ترتبط ارتباطاً ضعيفاً باختبارات الذكاء من: (0.10 ـ 0.50).
كما أثبت جيتزلس وجاكسون أن مجموعة ذوي المستوى المرتفع من التفكير الابتكاري تملك خصائص انفعالية ودافعية تختلف عن ذوي الذكاء المرتفع. وأشارا إلى أننا نفقد حوالي 67% من المتفوقين إذا اعتمدنا على اختبارات الذكاء وحدها لأن نسبة الذين يملكون قدرة مرتفعة في كل من الذكاء والابتكار كانت حوالي 33% من أفراد العينة.
ولتحسين نتائج ملاحظة المعلمين فقد تم وضع قوائم ملاحظة تساعد المعلمين على تحديد التفوق، وتضم هذه القائمة البنود التالية:
1 ـ أن يمتلك الطفل قدرة ممتازة على الاستدلال والتعامل مع المجردات والتعميم من حقائق جزئية.
2 ـ أن يكون لديه فضول عقلي على درجة عالية.
3 ـ أن يتعلم بسهولة ويسر.
4 ـ أن يكون لديه قدر كبير من الاهتمام.
5 ـ أن يكون لديه ساحة انتباه واسعة. وهذا يجعله يدأب ويركز على حل المشكلات.
6 ـ أن يكون ممتازاً في المفردات اللغوية كماً ونوعاً بالمقارنة مع أقرانه الذين في مثل سنه.
7 ـ أن يكون لديه القدرة على القيام بعمل فعال بصورة مستقلة.
8 ـ أن يكون قد بدأ القراءة بصورة مبكرة.
9 ـ أن يظهر قدرة فائقة على الملاحظة.
10 ـ أن يظهر أصالة ومبادرة في أعماله العقلية.
11 ـ أن يظهر يقظة واستجابة سريعة للأفكار الجديدة.
12 ـ أن يملك القدرة على التذكر بسرعة.
13 ـ أن يملك مستوى تخيل غير عادي.
14 ـ أن يتابع مختلف الاتجاهات المعقدة بيسر.
15 ـ أن يكون لديه اهتمام كبير بطبية الإنسان (مشكلة الخلق والمصير).
16 ـ أن يكون سريعاً في القراءة.
17 ـ أن يكون لديه عدة هوايات.
18 ـ أن يكون لديه اهتمامات في المطالعة في شتى المجالات.
19 ـ أن يستخدم المكتبة بفعالية وبصورة مستمرة.
20 ـ أن يكون ممتازاً في الرياضيات وعلى الأخص في حل المشكلات.

## تحديد التفوق في ضوء مستوى التحصيل الدراسي
مقال تفصيلي: تحصيل دراسي، تحصيل زائد
التحصيل الدراسي من المحكات الرئيسة في الكشف عن المتفوقين، وذلك باستخدام السجلات المدرسية، لأن التحصيل يعتبر أحد المظاهر الأساسية عن النشاط العقلي الوظيفي عند الفرد ولكن خطورة هذا النوع من التحديد للمتفوق عقلياً هو أن هناك بعض التلاميذ المتفوقين لا يحققون نجاحاً بارزاً في التحصيل الدراسي وهذه الفئة أصبحت ظاهرة متكررة ومؤكدة في كثير من الدراسات.
وهناك عدة عوامل ترتبط بضعف القدرة على الإنجاز أو التحصيل عند المتفوق وهذه العوامل هي:
1 ـ ضعف الوضوح وقصور في التحديد عند اختيار المواد الدراسية والمهنية.
2 ـ ضعف في ضبط الذات.
3 ـ معاناة من الانطواء والانكفاء الذاتي.
4 ـ استثمار ضعيف للوقت والمال.
5 ـ وجود ميول عصابية.
6 ـ خضوع في الأسرة، أو خضوع ذاتي.
7 ـ سيطرة أبوية أو إهمال شديد.
8 ـ عدم وجود أهداف، أو وجود مطالب والدية صعبة التحقيق.
9 _ ضعف من حيث النضج وتحمل المسؤولية.
10 ـ عدم الاهتمام بالآخرين.
11 ـ ضعف في كل من السيطرة والاقتناع والثقة بالنفس.
12 ـ فتور الهمة والانسحاب من الحياة.

## تحديد التفوق في ضوء الموهبة
إن اصطلاح الموهبة قد استخدم للدلالة على الأفراد الذين يصلون في أدائهم إلى مستوى مرتفع في مجال من المجالات غير الأكاديمية كالفنون والألعاب الرياضية والمهارات الميكانيكية والقيادة الجماعية. وكان وراء هذا الاعتقاد تلك الآراء التي أشارت إلى أن هذه المجالات ليس لها علاقة بالذكاء فالمواهب هي قدرات خاصة لا صلة لها بالذكاء لأنها قد توجد عند المتخلفين عقليا.ولكن النتائج في البحوث المتقدمة التي تمت على أصحاب المواهب قد دلت على عدم صحة الآراء السابقة وأن هناك ارتباطا إيجابيا بين المواهب الخاصة ومستوى الذكاء، والعلاقة بين الذكاء والموهبة علاقة إيجابية، فالذكاء عامل أساسي في تكوين نمو المواهب جميعا.
كما أن وراثة الموهبة أمر مشكوك فيه بعد أن ثبت أن الموهبة قد تختفي عند بعض أبناء الموهوبين. كما أن هناك مواهب تظهر وتتفتح عند بعض الأفراد نتيجة التربية والتدريب وتوافر الذكاء.
وقد استخدمت إحدى المؤشرات التالية في التعرف على الموهوبين:
ـ مستوى مرتفع في التحصيل الأكاديمي.
ـ مستوى مرتفع في الاستعداد العلمي.
ـ موهبة ممتازة في الفن أو إحدى الحرف.
ـ استعداد مرتفع في القيادة الجامعية.
ـ مستوى مرتفع في المهارات الميكانيكية.

## أنماط التفوق العقلي
1 ـ ذوي القدرة على الاستظهار.
2 ـ ذوي القدرة على الفهم.
3 ـ ذوي القدرة على حل المشكلات.
4 ـ ذوي القدرة على الإبداع.
5 ـ ذوي المهارات.
6 ـ ذوي القدرة على القيادة الجماعية.

## مستويات المتفوقين عقليا
1 ـ فئة الممتازين: وهم الذين تتراوح نسبة ذكائهم بين (120 أو 125) إلى (135 أو 140) إذا طبق عليهم اختبار ستانفورد بينيه.
2 ـ فئة المتفوقين: وهم من تتراوح نسبة ذكائهم بين (135 أو 140) ـ 170 على نفس المقياس السابق.
3 ـ فئة المتفوقين جداً (العباقرة): وهم الذين تبلغ نسبة ذكائهم 170 فما فوق.
أما تصنيف كرونشانك فيقسمه إلى مستويات ثلاثة كما يلي:
أ ـ الأذكياء المتفوقون: هم الذين نسبة ذكائهم بين 120 ـ 135 ويشكلون ما نسبته
5% ـ 10%.
ب ـ الموهوبون: تتراوح نسبة ذكائهم بين 135 ـ 140 إلى 170 ويشكلون ما نسبته
1% ـ 3%.
ج ـ العباقرة (الموهوبون جداً): تتراوح نسبة ذكائهم 170 فأكثر وهم يشكلون 0.00001% أي ما نسبته واحد من كل مئة ألف. أي نسبة قليلة جداً.

## الموهوب
من هو الموهوب ؟
إن الطفل الموهوب في رأي جماعة من المربين هو الذي يتصف بالامتياز المستمر في أي ميدان هام من ميادين الحياة.
وفي تعريف آخر «هو من يتمتع بذكاء رفيع يضعه في الطبقة العليا التي تمثل أذكى 2% ممن هم في سنه من الأطفال، أو هو الطفل الذي يتسم بموهبة بارزة في أية ناحية».
وقد أجمع معظم الباحثين والعلماء على أن الموهوب هو الذي يمتاز بالقدرة العقلية التي يمكن قياسها بنوع من اختبارات الذكاء التي تحاول أن تقيس:
1 ـ القدرة على التفكير والاستدلال.
2 ـ القدرة على تحديد المفاهيم اللفظية.
3 ـ القدرة على إدراك أوجه الشبه بين الأشياء والأفكار المماثلة.
4 ـ القدرة على الربط بين التجارب السابقة والمواقف الراهنة.
ومن التعاريف المشهورة للموهوب ما أوردته الجمعية الأمريكية القومية للدراسات التربوية 1958 حيث ذكرت أن الطفل الموهوب «هو من يظهر امتيازاً مستمراً في أدائه في أي مجال له قيمة».
كما استخدم مصطلح الموهوبين كل من فليجلر وبيش 1959 «الموهوبون هم من تفوقوا في قدرة أو أكثر من القدرات الخاصة».
قياس وتشخيص الأطفال الموهوبين
وأيضاً إن الموهوبين هم أولئك الذين تؤهلهم طاقاتهم العقلية، للوصول إلى مستويات مرتفعة من التفكير الإنتاجي والتفكير التقويمي، على نحو يسمح لهم في المستقبل بالوصول إلى مستويات مرتفعة من القدرة على حل المشكلات والاختراع... وذلك إذا توفرت لهم الخدمة والإمكانيات التربوية السليمة (لويستو، 1963م).
إن الموهوبين هم الذين يتم الكشف عنهم من قبل أشخاص مهنيين ومتخصصين، والذين لديهم قدرات واضحة، ومقدرة على الإنجاز المرتفع
```
(مكتب التربية الأمريكي، 1972م).
```

## تحديد الموهوب
تعتبر عملية تشخيص الأطفال الموهوبين عملية معقدة تنطوي على الكثير من الإجراءات والتي تتطلب استخدام أكثر من أداة من أدوات قياس وتشخيص الأطفال الموهوبين، ويعود السبب في تعقد عملية قياس وتشخيص الأطفال الموهوبين إلى تعدد مكونات أو أبعاد مفهوم الطفل الموهوب، والتي أشير إليها في تعريف الطفل الموهوب، وتتضمن هذه الأبعاد القدرة العقلية، والقدرة الإبداعية، والقدرة التحصيلية، والمهارات والمواهب الخاصة، والسمات الشخصية والعقلية. ومن هنا كان من الضروري الاهتمام بقياس كل بعد من الأبعاد السابقة، ويمثل الشكل التالي الأبعاد التي يتضمنها مفهوم الطفل الموهوب، وأدوات القياس الخاصة به.